# Ctenus curvipes
Ctenus curvipes este o specie de păianjeni din genul Ctenus, familia Ctenidae. A fost descrisă pentru prima dată de Keyserling, 1881.
Este endemică în Panama. Conform Catalogue of Life specia Ctenus curvipes nu are subspecii cunoscute.